# Sauze d'Oulx-Jouvenceaux
Il Sauze d'Oulx-Jouvenceaux fu un impianto sportivo temporaneo di Sauze d'Oulx, realizzato per i XX Giochi olimpici invernali disputati a Torino nel 2006. L'impianto fu costruito per ospitare tutti gli eventi di freestyle.

## Storia
L'impianto venne realizzato nel periodo 2003-2004, con fondi pubblici, dall'Agenzia Torino 2006 per ospitare tutti gli eventi di Freestyle ai XX Giochi olimpici invernali di Torino, dall'11 al 23 febbraio 2006.
Precedentemente ai Giochi, come "test event" di prova della nuova struttura, l'impianto ospitò le finali della Coppa del Mondo di freestyle nel 2004 e nel 2005.